# Kosovo beim Eurovision Song Contest
Teilnehmende Rundfunkanstalt

Erste Teilnahme
bisher keine
Anzahl der Teilnahmen
0 (Stand 2024)
Höchste Platzierung
–
Höchste Punktzahl
–
Niedrigste Punktzahl
–
Punkteschnitt (seit erstem Beitrag)
–
Punkteschnitt pro abstimmendem Land im 12-Punkte-System
–
Dieser Artikel befasst sich mit der Geschichte Kosovos als Teilnehmer am Eurovision Song Contest.
Kosovo nahm bis heute noch nicht am Eurovision Song Contest (ESC) teil, dennoch bestehen seit der Unabhängigkeitserklärung 2008 inoffizielle Teilnahmebestrebungen Kosovos, beim ESC teilzunehmen, zuletzt für den ESC 2025. Der Grund ihres Scheiterns lag stets in der fehlenden Mitgliedschaft in der Europäischen Rundfunkunion (EBU).

## Geschichte
Der Kosovo hat sich am 17. Februar 2008 von Serbien für unabhängig erklärt und wird bisher nach eigenen Angaben von 98 der 193 Mitgliedstaaten der Vereinten Nationen anerkannt.
Da der Kosovo kein Mitglied der Europäischen Rundfunkunion ist, konnte er bisher nicht am Eurovision Song Contest teilnehmen. Allerdings sind Sänger aus dem Kosovo mehrmals für Albanien angetreten.
Die kosovarische öffentlich-rechtliche Rundfunkanstalt RTK strebt seit mehreren Jahren eine Aufnahme in die EBU an, um am Eurovision Song Contest teilnehmen zu können. Hierzu muss der Kosovo entweder Mitglied im Europarat oder in der Internationalen Fernmeldeunion sein. Letztere setzt eine Mitgliedschaft in den Vereinten Nationen voraus.
2016 gab es das Gerücht, dass der Kosovo zum Eurovision Song Contest 2016 eingeladen sei, was sich letztendlich als Falschmeldung herausstellte.
RTK gab 2017 bekannt, dass der Kosovo zum ersten Mal am Eurovision Song Contest teilnehmen werde, wenn ein Land gewinnt, welches die Republik Kosovo als unabhängigen Staat anerkannt hat. Da Portugal den Kosovo anerkannt hat, hoffte man, dass der Kosovo am ESC 2018 teilnehmen würde. Die EBU dementierte diese Berichte.
Die EBU-Generalversammlung stimmte am 28. Juni 2019 über einen von Ungarn, Kroatien, Slowenien, Montenegro und Nordmazedonien gestellten Antrag ab, der eine Änderung des EBU-Statuts vorsah. Diese Änderungen hätten dem Kosovo erlaubt, am ESC teilzunehmen. In einer von 17 Staaten – darunter Griechenland, Zypern, Serbien, Russland und Spanien – beantragten geheimen Abstimmung wurde dieser Vorschlag mit 673 Nein-Stimmen zu 400 Ja-Stimmen bei einer benötigten Dreiviertelmehrheit von 889 Stimmen abgelehnt.
Am 16. Mai 2022 gab der Generaldirektor von Radio Televizioni i Kosovës (RTK), der öffentlichen Rundfunkanstalt des Kosovos, bekannt, dass der Sender zum Ende des Jahres eine volle EBU-Mitgliedschaft anstreben würde. Wäre dies gelungen, hätte der Sender direkt am ESC teilnehmen wollen. Der Generaldirektor verwies aber darauf, dass es noch einige Hürden gebe. So ist der Kosovo weiterhin kein Mitglied der Internationalen Fernmeldeunion, was eine Voraussetzung zur EBU-Mitgliedschaft ist.
Am 9. März 2023 wurde bekanntgegeben, dass man bei RTK einen Vorentscheid unter dem Titel Festivalit të Këngës abhalten wolle, um zukünftige Teilnehmer auszuwählen. Etwas mehr als ein Jahr später, am 9. Mai 2024 wurde bekannt, dass RTK erstmals einen Antrag auf eine Mitgliedschaft in der EBU stellen werde. Sollte RTK rechtzeitig in die EBU aufgenommen werden, könnte der Sender am Eurovision Song Contest 2025 teilnehmen. Stattdessen beantragte Kosovo jedoch eine Teilnahme per Einladung ähnlich wie bei SBS aus Australien. Die Generalversammlung der EBU lehnte dies im Juli 2024 jedoch ab. RTK müsse einen Antrag auf Vollmitgliedschaft stellen.